# Ringer-Mitteleuropameisterschaften
Die Mitteleuropameisterschaften im Ringen waren Turniere für Ringer aus den Ländern Mitteleuropas, die zwischen 1897 und 1911 insgesamt siebenmal ausgetragen worden sind.
An der Meisterschaft nahmen das Deutsche Reich, Dänemark, Italien und Österreich-Ungarn teil, wobei Böhmen stets als eigenständige Mannschaft antrat.
Alle Turniere wurden, wie damals üblich, im griechisch-römischen Stil ausgetragen. Die Definition der Gewichtsklassen war von Turnier zu Turnier unterschiedlich.

## Siegerliste
| Jahr      | Austragungsort | Leichtgewicht | Mittelgewicht  | Halbschwergewicht  | Schwergewicht   | Erfolgreichste Nation |
| --------- | -------------- | ------------- | -------------- | ------------------ | --------------- | --------------------- |
| 1897      | Prag           |               |                |                    | Josef Sochor    |                       |
| 1903      | Prag           |               | Josef Wittmann |                    | Henri Baur      | Österreich            |
| Okt. 1906 | Mailand        |               | Enrico Porro   | Thomas Bihler      | Carl Jensen     | Italien               |
| Nov. 1906 | Prag           |               | Emil Kerstan   | Karl Höltl         | Anton Schmitz   | Österreich            |
| Jun. 1909 | Wien           |               | Karl Günzel    | Alois Toduschek    | Anton Schmitz   | Österreich            |
| Sep. 1909 | Prag           | Josef Beránek | Emil Adamec    | Ewald Funk         | Josef Zabransky | Böhmen                |
| 1911      | Prag           | Karel Hallik  | Karl Hoffmann  | Harald Christensen | Josef Heller    | Böhmen                |